# Nieuport III
Le Nieuport III est un avion militaire français d'observation. C'est en fait la première version biplace du Nieuport II.
Cet appareil répondait aux critères exigés par le Général Roques, Inspecteur permanent de l’aéronautique militaire depuis novembre 1910, qui demandait aux avionneurs français de présenter à l’armée des avions capables de couvrir 300 km sans escale, de transporter 300 kg de charge sur la même distance, de pouvoir emporter jusqu’à trois personnes, de décoller et d’atterrir d’un champ labouré et d’être démontable ou remontable en moins de 30 minutes pour faciliter stockage et transport par route. Pour répondre à ces besoins Nieuport annonça donc au Salon de Paris de 1910 une première version biplace du Nieuport II, présentée comme Nieuport IIIA, ce qui supposait un moteur Anzani. Cette machine se distinguait surtout par une augmentation de la surface, l’envergure étant portée à 10 m et la profondeur d’aile accrue avec apparition d’un faux-longeron supportant les queues de nervures. L’avant du fuselage, recouvert de feuilles de métal protégeant le moteur, et le patin de l’atterrisseur, étaient également allongés, mais le Nieuport III conservait l’empennage bi dérive des premiers Nieuport II. C’est probablement la complexité de cet empennage qui empêcha l’armée française d’acheter cet appareil. Le Nieuport III fut vendu à l’Armée Impériale russe (Une cinquantaine de Type II et III au total) avec un moteur REP.

## Sources
1. ↑  Hartmann
2. 1 2 3  Ray Sanger p. 20